# Grand Prix Formule 1 van de Verenigde Staten 1976
De Grand Prix Formule 1 van de Verenigde Staten 1976 werd gehouden op 10 oktober 1976 op Watkins Glen International.

## Uitslag
| Positie | Nummer | Rijder             | Team               | Ronden | Tijd/Opgave    | Startplaats | Punten |
| ------- | ------ | ------------------ | ------------------ | ------ | -------------- | ----------- | ------ |
| 1       | 11     | James Hunt         | McLaren-Ford       | 59     | 1:42:40.742    | 1           | 9      |
| 2       | 3      | Jody Scheckter     | Tyrrell-Ford       | 59     | + 8,030 s      | 2           | 6      |
| 3       | 1      | Niki Lauda         | Ferrari            | 59     | + 1:02.324     | 5           | 4      |
| 4       | 12     | Jochen Mass        | McLaren-Ford       | 59     | + 1:02.458     | 17          | 3      |
| 5       | 34     | Hans Joachim Stuck | March-Ford         | 59     | + 1:07.978     | 6           | 2      |
| 6       | 28     | John Watson        | Penske-Ford        | 59     | + 1:08.190     | 8           | 1      |
| 7       | 2      | Clay Regazzoni     | Ferrari            | 58     | + 1 Ronde      | 14          |        |
| 8       | 19     | Alan Jones         | Surtees-Ford       | 58     | + 1 Ronde      | 18          |        |
| 9       | 30     | Emerson Fittipaldi | Fittipaldi-Ford    | 57     | + 2 Ronden     | 15          |        |
| 10      | 17     | Jean-Pierre Jarier | Shadow-Ford        | 57     | + 2 Ronden     | 16          |        |
| 11      | 18     | Brett Lunger       | Surtees-Ford       | 57     | + 2 Ronden     | 24          |        |
| 12      | 25     | Alex Ribeiro       | Hesketh-Ford       | 57     | + 2 Ronden     | 22          |        |
| 13      | 24     | Harald Ertl        | Hesketh-Ford       | 54     | + 5 Ronden     | 21          |        |
| 14      | 21     | Warwick Brown      | Wolf-Ford          | 54     | + 5 Ronden     | 23          |        |
| NC      | 38     | Henri Pescarolo    | Surtees-Ford       | 48     |                | 26          |        |
| NF      | 16     | Tom Pryce          | Shadow-Ford        | 45     | Motor          | 9           |        |
| NF      | 9      | Vittorio Brambilla | March-Ford         | 34     | Band           | 12          |        |
| NF      | 26     | Jacques Laffite    | Ligier-Matra       | 34     | Band           | 4           |        |
| NF      | 8      | Carlos Pace        | Brabham-Alfa Romeo | 31     | Botsing        | 10          |        |
| NF      | 7      | Larry Perkins      | Brabham-Alfa Romeo | 30     | Ophanging      | 13          |        |
| NF      | 5      | Mario Andretti     | Lotus-Ford         | 23     | Ophanging      | 11          |        |
| NF      | 22     | Jacky Ickx         | Ensign-Ford        | 14     | Ongeluk        | 19          |        |
| NF      | 6      | Gunnar Nilsson     | Lotus-Ford         | 13     | Motor          | 20          |        |
| NF      | 10     | Ronnie Peterson    | March-Ford         | 12     | Ophanging      | 3           |        |
| NF      | 20     | Arturo Merzario    | Wolf-Ford          | 9      | Ongeluk        | 25          |        |
| NF      | 4      | Patrick Depailler  | Tyrrell-Ford       | 7      | Brandstofslang | 7           |        |
| NQ      | 39     | Otto Stuppacher    | Tyrrell-Ford       |        |                | 0           |        |

## Statistieken
| Pole-position | James Hunt | McLaren-Ford | 1:43.622 |
| Snelste ronde | James Hunt | McLaren-Ford | 1:42.851 |

## Noot
- Dit was het debuut van de Australische coureur Warwick Brown en de Braziliaanse coureur Alex Ribeiro.
- Vijfde snelste ronde voor James Hunt.

Grand Prix Formule 1 van de Verenigde Staten: 1908 · 1910 · 1911 · 1912 · 1914 · 1915 · 1916 · 1959 · 1960 · 1961 · 1962 · 1963 · 1964 · 1965 · 1966 · 1967 · 1968 · 1969 · 1970 · 1971 · 1972 · 1973 · 1974 · 1975 · 1976 · 1977 · 1978 · 1979 · 1980 · 1989 · 1990 · 1991 · 2000 · 2001 · 2002 · 2003 · 2004 · 2005 · 2006 · 2007 · 2012 · 2013 · 2014 · 2015 · 2016 · 2017 · 2018 · 2019 · 2021 · 2022 · 2023 · 2024 · 2025 · 2026

Indianapolis 500: 1950 · 1951 · 1952 · 1953 · 1954 · 1955 · 1956 · 1957 · 1958 · 1959 · 1960

Grand Prix Formule 1 van de Verenigde Staten West: 1976 · 1977 · 1978 · 1979 · 1980 · 1981 · 1982 · 1983

Grand Prix Formule 1 van Las Vegas: 1981 · 1982 · 2023 · 2024 · 2025

Grand Prix Formule 1 van de Verenigde Staten Oost: 1982 · 1983 · 1984 · 1985 · 1986 · 1987 · 1988

Grand Prix Formule 1 van Dallas: 1984

Grand Prix Formule 1 van Miami: 2022 · 2023 · 2024 · 2025 · 2026 · 2027 · 2028 · 2029 · 2030 · 2031